# Live at Wembley ’86
«Live At Wembley '86» — концерт английской рок-группы Queen на стадионе «Уэмбли» 11 и 12 июля 1986 года. Также — концертный альбом, выпущенный в 1992 году на 2-х CD.

## Об альбоме
Концерт был частью тура «Magic Tour» в поддержку альбома «A Kind of Magic». После 4-х-недельных репетиций музыканты дали 2 выступления, в пятницу и в субботу, собрав в общей сложности 160 тыс. зрителей.
Альбом был выпущен повторно в США в августе 2003 года. В него вошли 4 бонус-трека.

## Список композиций

### Диск 1
1. «One Vision» (Queen) — 5:50
2. «Tie Your Mother Down» (Мэй) — 3:52
3. «In the Lap of the Gods» (Фредди Меркьюри) — 2:44[1]
4. «Seven Seas of Rhye» (Меркьюри) — 1:19
5. «Tear It Up» (Мэй) — 2:12
6. «A Kind of Magic» (Тейлор) — 8:41
7. «Under Pressure» (Queen и Дэвид Боуи) — 3:41
8. «Another One Bites the Dust» (Джон Дикон) — 4:54
9. «Who Wants to Live Forever» (Мэй) — 5:16
10. «I Want to Break Free» (Дикон) — 3:34
11. «Impromptu» (Меркьюри) — 2:55
12. «Brighton Rock» (Мэй) — 9:11[2]
13. «Now I'm Here» (Мэй) — 6:19

### Диск 2
1. «Love of My Life» (Меркьюри) — 4:47
2. «Is This the World We Created…?» (Меркьюри и Мэй) — 2:59
3. «(You’re So Square) Baby I Don’t Care» (Джерри Лейбер и Майк Столлер) — 1:34
4. «Hello Mary Lou (Goodbye Heart)» (Джин Питни) — 1:24
5. «Tutti Frutti» (Литл Ричард) — 3:23[3]
6. «Gimme Some Lovin'» (Стив Уинвуд, Спенсер Дэйвис и Мафф Уинвуд) — 0:55
7. «Bohemian Rhapsody» (Меркьюри) — 5:50
8. «Hammer to Fall» (Мэй) — 5:36
9. «Crazy Little Thing Called Love» (Меркьюри) — 6:27
10. «Big Spender» (Дороти Филдс и Сай Колмэн) — 1:07
11. «Radio Ga Ga» (Тейлор) — 5:57
12. «We Will Rock You» (Мэй) — 2:46
13. «Friends Will Be Friends» (Меркьюри и Дикон) — 2:08
14. «We Are the Champions» (Меркьюри) — 4:05
15. «God Save the Queen» (аранж. Мэя) — 1:27

### Бонус-треки переиздания 2003 года
1. «A Kind of Magic» (запись 11 июля на стадионе «Уэмбли»)
2. «Another One Bites the Dust» (запись 11 июля на стадионе «Уэмбли»)
3. «Crazy Little Thing Called Love» (запись 11 июля на стадионе «Уэмбли»)
4. «Tavaszi szél vízet áraszt» (запись 27 июля на стадионе «Непштадион», Будапешт)